# Valniš
Valniš egy falu Szerbiában, a Piroti körzetben, a Babušnicai községben.

## Népesség
- 1948-ban 639 lakosa volt.
- 1953-ban 559 lakosa volt.
- 1961-ben 441 lakosa volt.
- 1971-ben 293 lakosa volt.
- 1981-ben 170 lakosa volt.
- 1991-ben 125 lakosa volt
- 2002-ben 97 lakosa volt, akik közül 93 szerb (95,87%), 1 bolgár, 1 jugoszláv és 2 ismeretlen.